# اشتباكات مخيم عين الحلوة
اشتباكات مخيّم عين الحلوة هي اشتباكاتٌ مسلّحةٌ اندلعت بين مسلّحين من حركة فتح من جهة ومسلّحين آخرين من عصبة الأنصار – التي نفت مشاركتها في وقتٍ لاحقٍ – وفصائل أخرى صغيرة من جهة ثانيّة في مخيم عين الحلوة بدولة لبنان عشية الثلاثين من تموز/يوليو 2023. استمرَّت الاشتباكاتُ ليومين متتاليين وأسفرت عن إصابة أزيد من 40 شخصًا، و9 قتلى لعلَّ أبرزهم القيادي البارز في حركة فتح أبو أشرف العرموشي والذي قُتل رفقة 4 من مرافقيه في كمينٍ مسلّحٍ لم تُعلن أيّ جهةٍ مسؤليّتها عنه، كما تسبب الاشتباكات في نزوحِ مئات العوائل الفلسطينية فضلًا عن تضرر مدرستين تابعتين لوكالة الأونروا.
عُقد في الـ 31 من تموز/يوليو 2023 (اليوم الثاني للاشتباكات) اجتماعٌ بين قادة فصائل فلسطينية ومسؤولين لبنانيين واتفق الأطراف على وقفٍ كلي لإطلاق النار وانسحابِ المسلّحين بكافّة انتمائاتهم من شوارع المخيّم.

## خلفية
لا يشهدُ مخيّم عين الحلوة اشتباكاتٍ كبيرةٍ أو ملحوظةٍ بين الفصائل الفلسطينيّة إلّا في مرات قليلة ومعدودة، ولعلَّ أبرزها الاشتباكات القصيرة التي حصلت بين بين عناصر القوة الأمنية الفلسطينية المشتركة ومسلحين إسلاميين بقيادة بلال بدر في نيسان/أبريل من عام 2017 حينما قُتل عنصرٌ من القوة الأمنية المشتركة وأصيب 14 آخرون. استُخدم خلال هذه الاشتباكات أسلحة رشاشة متوسطة وقذائف صاروخية وسُرعان ما انتهت بعد تدخّل فصائل فلسطينية أخرى، لكنّ الاشتباكات تكررت بعد أشهر قليلة إثر اقتحام مجموعة موالية للناشط الإسلامي بلال بدر مركزًا للقوة الأمنية المشتركة، فردَّت حركة فتح بمهاجمة مواقعه ما تسبب في اندلاعِ نزاعات قصيرة المدى أسفرت هذه المرّة عن مقتلِ 4 مسلّحين وجرح آخرين.

## الاشتباكات

### اليوم الأول
اندلعت عشية الثلاثين من تموز/يوليو اشتباكاتٌ بين مسلّحين فلسطينيين يتبعون لفصائل مقاومة مختلفة في مخيم عين الحلوة المعروف بإيوائه عشرات اللاجئين الفلسطينيين في جنوب لبنان. كانت الاشتباكات خفيفة في البداية، حيث تبادل مسلّحون إطلاق النار داخل شوارع المخيّم، ثم استعرّت حين تعرّض موكب قائد الأمن الوطني الفلسطيني في صيدا أبو أشرف العرموشي لإطلاق نار من مجهولين ما تسبَّب في مقتله وأربعة من مرافقيه، كما أُصيب بحسبِ الجيش اللبناني عسكري واحد جراء سقوط قذيفةٍ داخل أحد المراكز العسكرية بمحيط مخيم عين الحلوة. تبيّن مع مرور الساعات أنّ الاشتباكات منحصرة بين مقاتلي حركة فتح ومسلّحي تنظيم عصبة الأنصار التي يعتنق أفرادها فكر لسلفية الجهادية.
سرت أخبارٌ عن توصّل الطرفين لاتفاقٍ يقضي بوقف إطلاق النار بين فتح ومسلحي العصبة يدخل حيز التنفيذ في تمامِ الساعة السادسة مساءً بتوقيت لبنان، ومع ذلك فقد تجدّدت الاشتباكات المتفرقة داخل المخيّم وعلى أطرافه، ما دفعَ وكالة الأونروا إلى إعلانِ تعليق كل خدماتها في المخيم بسبب الانفلات الأمني، أما رئيس حكومة تصريف الأعمال اللبنانية نجيب ميقاتي فقد أدانَ الاشتباكات الجارية وأضافَ أنّ «توقيت الاشتباكات في عين الحلوة في الظرف الإقليمي والدولي الراهن مشبوه».

### اليوم الثاني
انخفضت حدّة الاشتباكات بين الطرفين أو الأطراف المتصارعة صبيحة اليوم الثاني مع بدء اجتماعٍ لفصائل فلسطينية وأحزاب لبنانية لبحث تثبيت وقف إطلاق النار في مخيم عين الحلوة، والذي خرجَ باتفاقٍ فعلي على وقف الاشتباكات وسحب المسلحين من شوارع المخيم، ومع ذلك فقد تجددت الاشتباكات العنيفة بالقذائف والأسلحة الرشاشة. أعلنَ نجيب ميقاتي أنّ هناك وقفًا جديًا لإطلاق النار لكنّه لمَّح لجهاتٍ خارجيّة لم يُسمّها بمحاولة خرقه، مجددًا رفضه لما يحصل داخل المخيم وداعيًا الجيش اللبناني للاستمرارِ في القيام بواجبه لمعالجة الوضع.
كان اللافت في اليوم الثاني للاشتباكات بيان عصبة الأنصار التي نفت مشاركتها في ما يحصلُ بمخيم عين الحلوة، متأسّفةً لسقوط قتلى وجرحى وترويع الناس، ومضيفةً أنها تعملُ منذ اللحظة الأولى على تهدئة الوضع عبر اتصالات مع مسؤولين لبنانيين وفلسطينيين، فضلًا عن حرصها على على أمن واستقرار المخيم والجوار، واختتمت العصبة بيانها بالدعوةِ إلى وقف إطلاق النار فورًا.

## الخسائر
تسبّبت الاشتباكات في مخيم عين الحلوة حتى يومها الثاني (31 تموز/يوليو 2023) في مقتلِ قتلى أشخاص وإصابة أكثر من 40 آخرين، فضلًا عن نزوحِ أكثر من 2000 شخص كما أحصتهم وكالة الأونروا التي أكّدت تعرّض مدرستين تابعتين لها لأضرارٍ مختلفة نتيجة الاشتباكات بين المسلّحين.